# Croppa Creek
Croppa Creek är en ort i Australien. Den ligger i kommunen Gwydir och delstaten New South Wales, i den sydöstra delen av landet, omkring 530 kilometer norr om delstatshuvudstaden Sydney.
Trakten runt Croppa Creek är nära nog obefolkad, med mindre än två invånare per kvadratkilometer.. Det finns inga andra samhällen i närheten.
Trakten runt Croppa Creek består till största delen av jordbruksmark.  Genomsnittlig årsnederbörd är 704 millimeter. Den regnigaste månaden är januari, med i genomsnitt 136 mm nederbörd, och den torraste är oktober, med 21 mm nederbörd.